# Patín
|  | No s'ha de confondre amb Patin. |

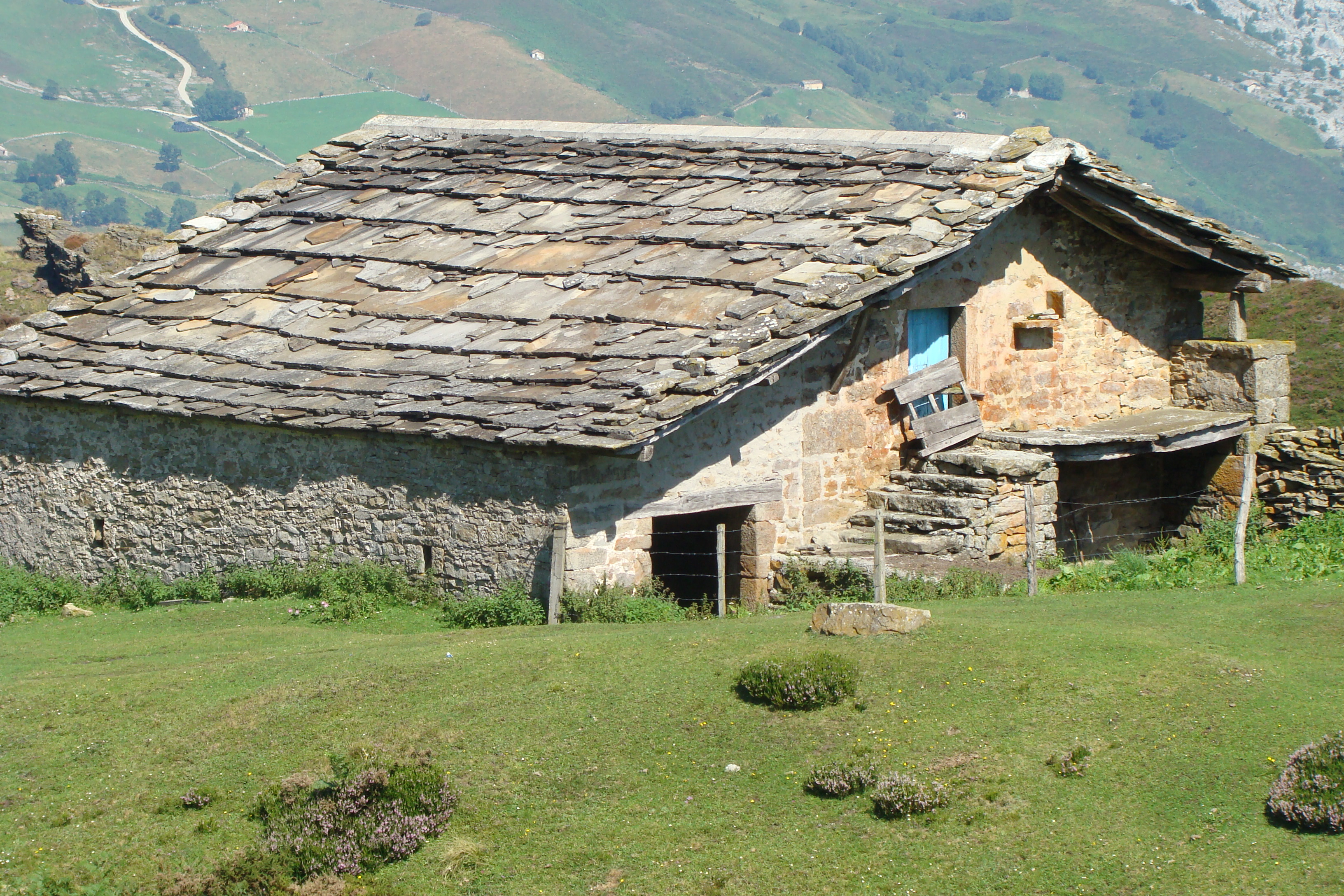
Cabana pasiega amb patín arcaic al frontispici

El patín és un element arquitectònic típic de les construccions tradicionals de la comarca de la Vall de Soba i de la conca alta del riu Asón (Cantàbria, Espanya), que permet accedir de forma directa des de l'exterior a les plantes altes dels habitatges.
El seu origen se situa en les cabanes pasiegues de les zones més elevades del riu Asón i de la Vall del Pas. En els exemples més arcaics, consisteixen en una escala de pedra i un replà cobert, usualment per una simple prolongació del ràfec de la coberta, acabada amb ascles de pissarra. A partir de finals del segle xvii, comencen a usar-se en els habitatges dels nuclis, apareixent ja alguns exemples dibuixats en el Cadastre del Marquès de la Ensenada, corresponents a exemples d'edificis del segle xviii. Al segle xix el model tipològic de la casa sobana s'assenta, amb el pati com a element autòcton, adoptant ja formes més complexes, a manera de porxe o vestíbul obert. Aquest element, és el que li dona un segell d'originalitat a l'arquitectura de la Vall de Soba.

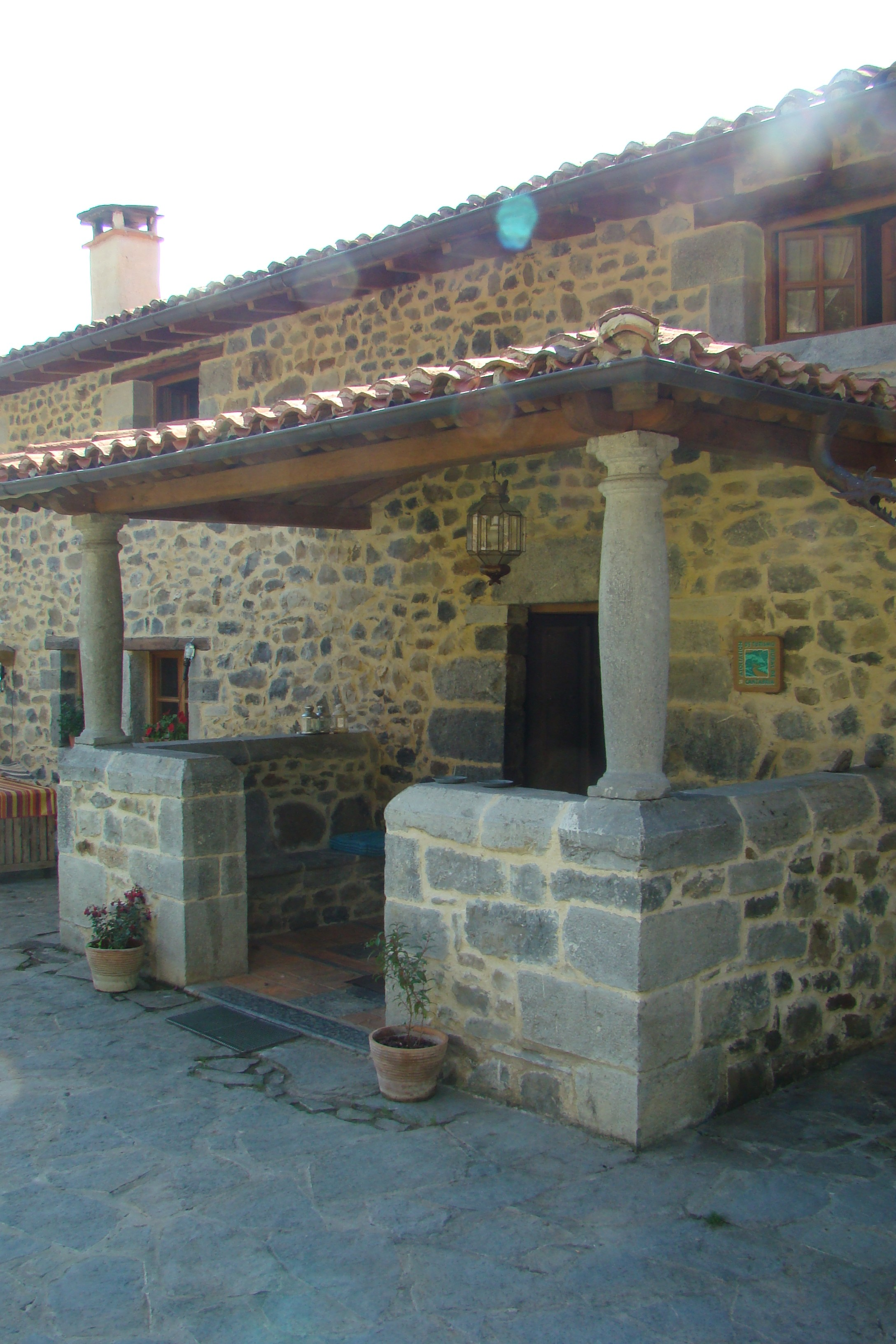
Patín en façana lateral, en una casona urbana del concejo de Regules

Hi ha exemples oberts, tancats i amb una petita teulada independent, amb accés frontal o lateral; en alguns casos, fins i tot, s'estenen per tota la façana.
En la vida social dels concejos de Soba, els patins tenen una funció concreta de caràcter relacional com a lloc de trobada i reunió, al tractar-se d'espais privats d'ús semipúblic, similar a la funció que tenen els tinaos en La Alpujarra (Andalusia, Espanya) .